# Rhipidia (Rhipidia) choprai
Rhipidia (Rhipidia) choprai is een tweevleugelige uit de familie steltmuggen (Limoniidae). De soort komt voor in het Oriëntaals gebied.